# خرگوشک دورف هلندی

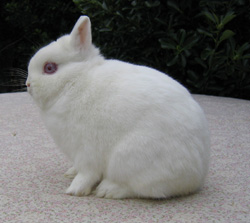
خرگوشک دورف هلندی گوش‌های کوتاهی دارد.

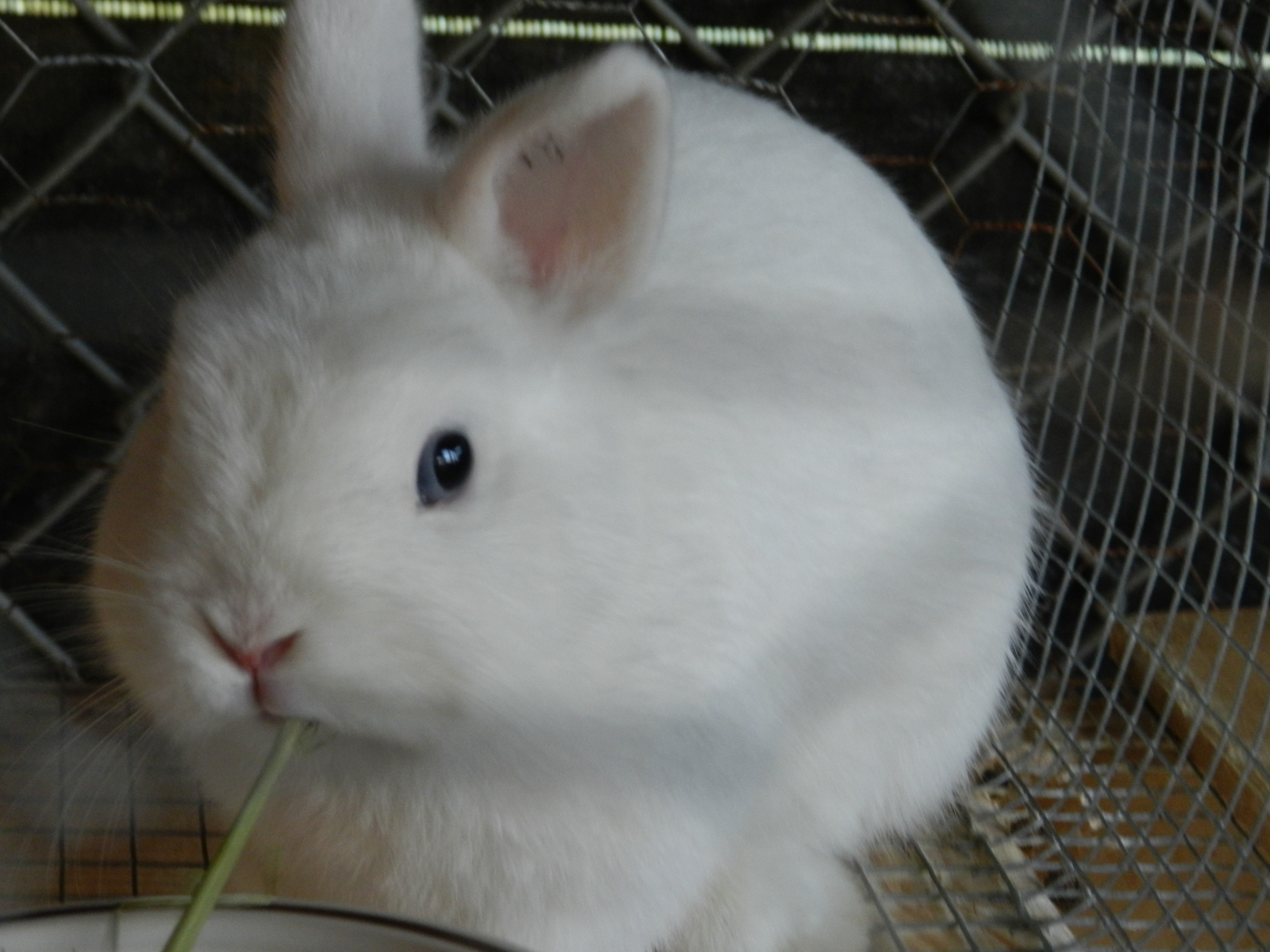
دورف هلندی جوان با چشم‌های آبی و سفید در حال خوردن یونجه تیموتی.

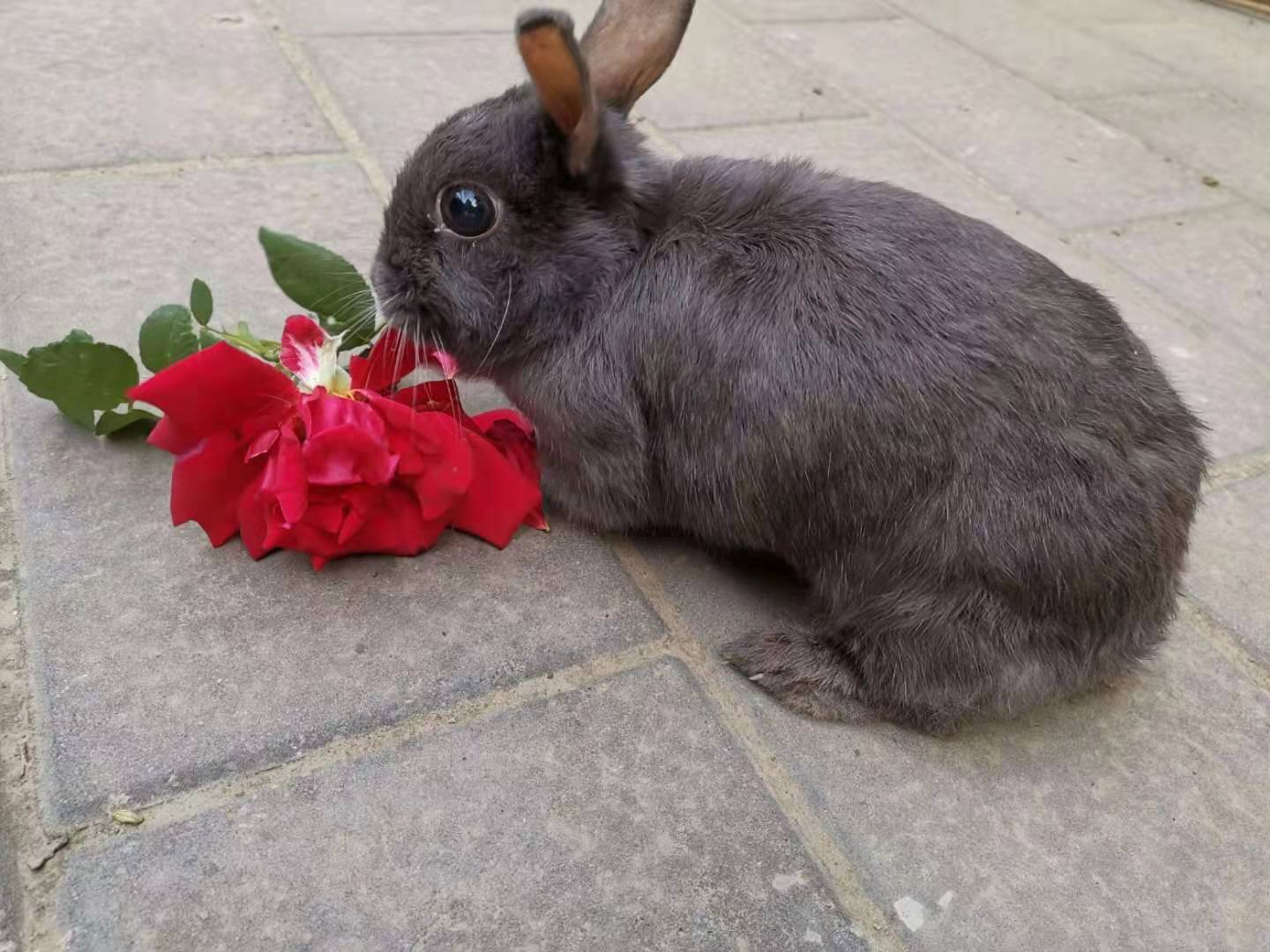
یک خرگوشک هلندی ۷ ساله

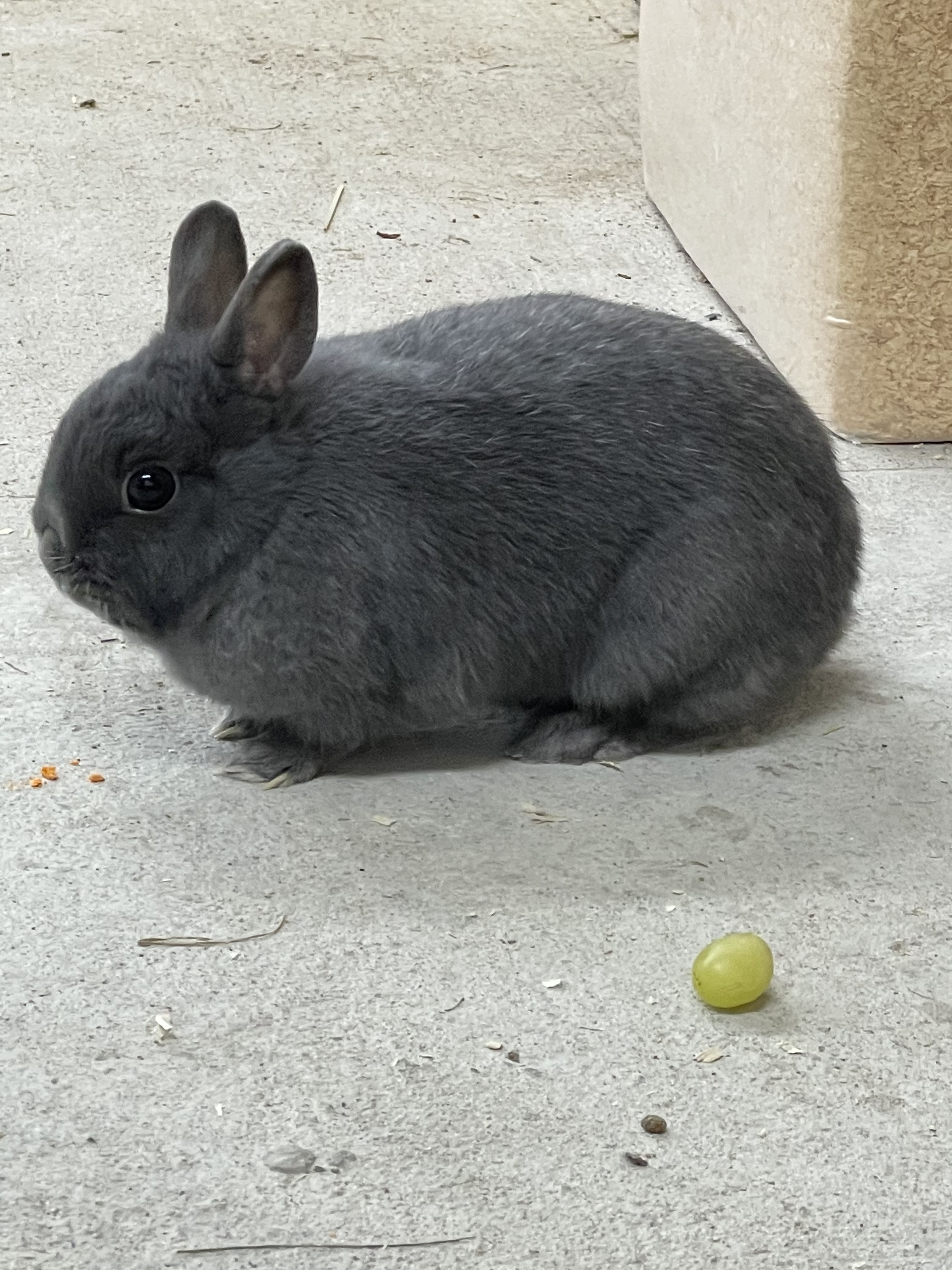
یک خرگوشک هلندی خاکستری ۲ ساله

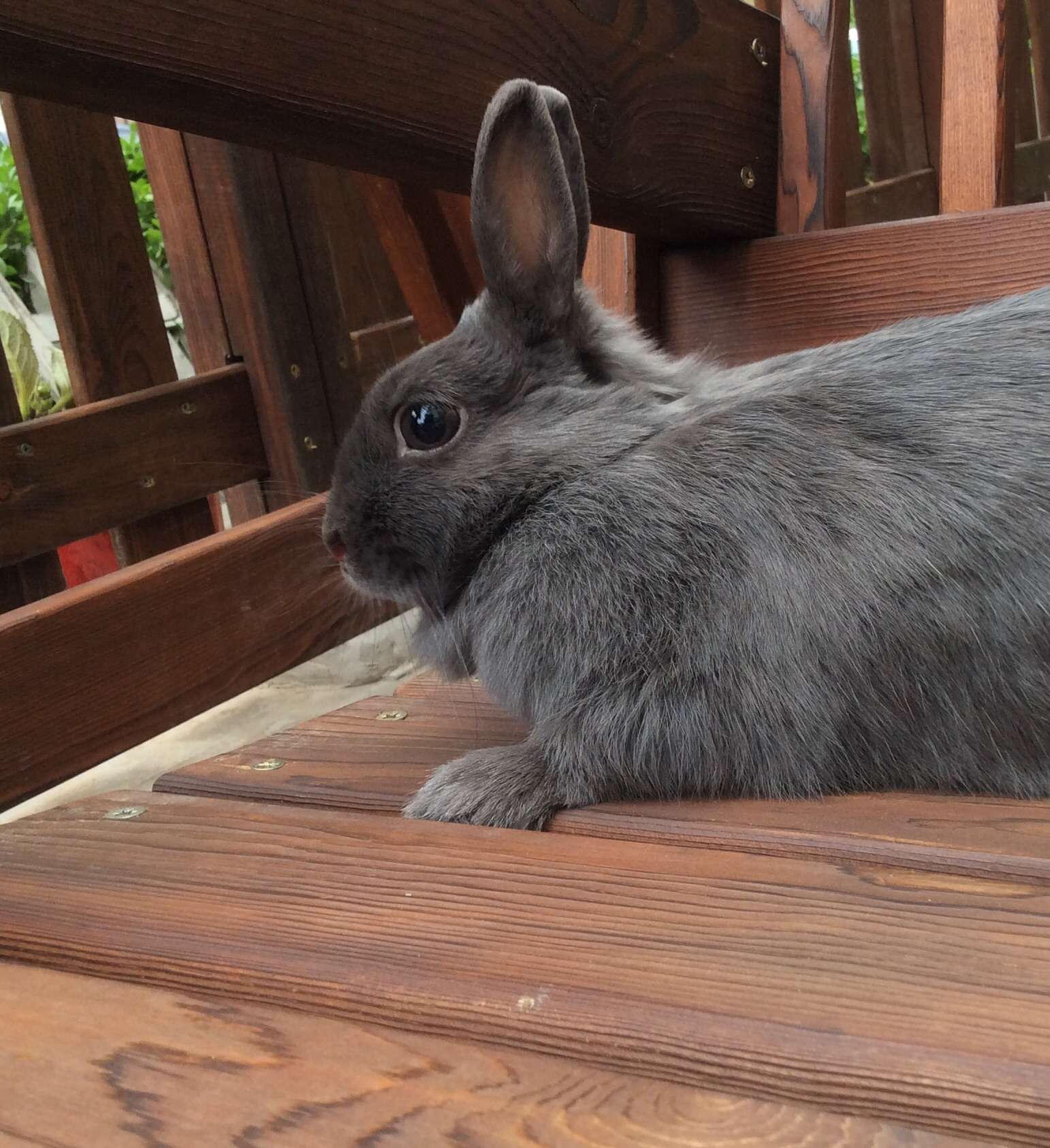
یک خرگوشک دورف هلندی در حال تاب خوردن

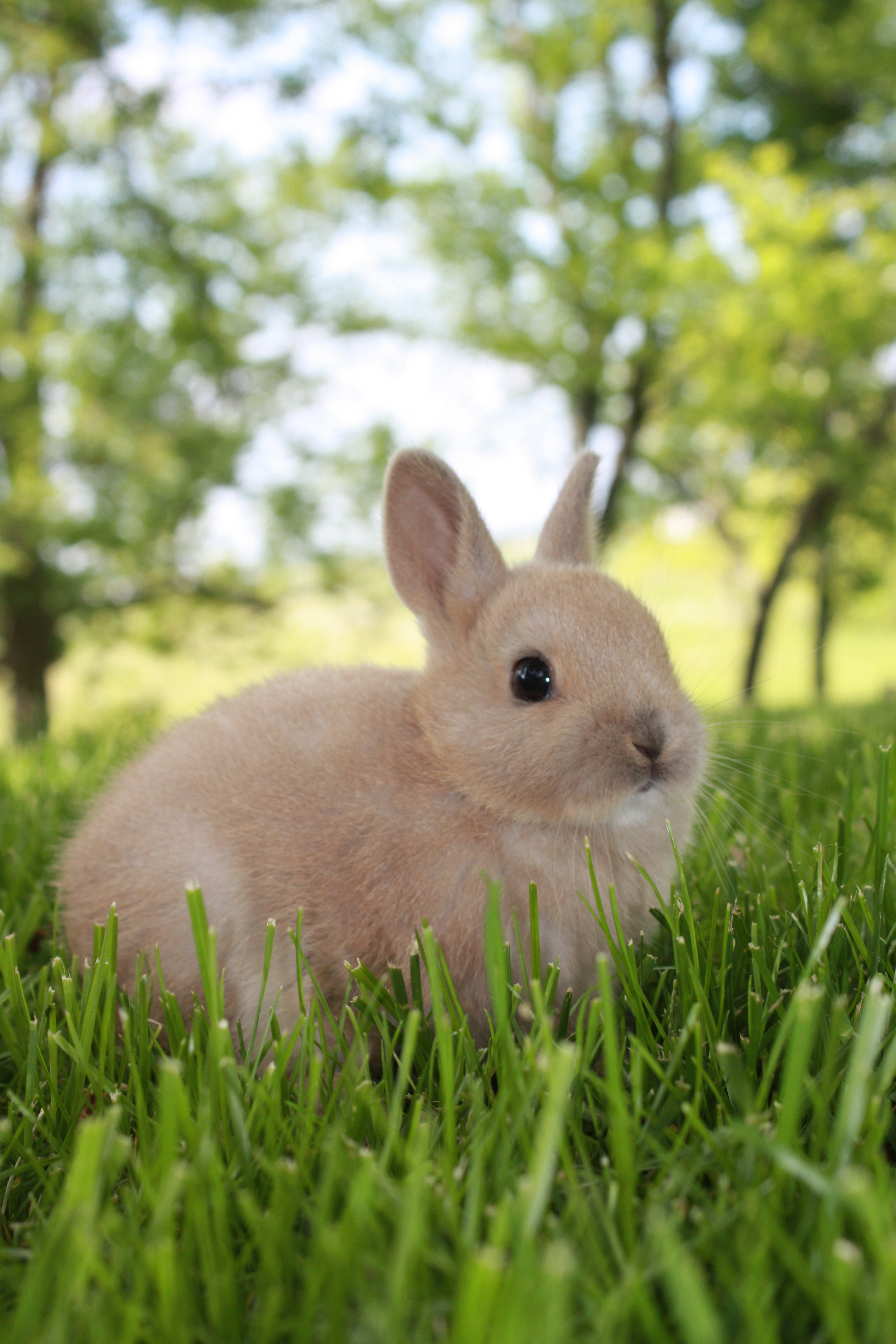
خرگوشک دورف هلندی با سن ۴ هفته.

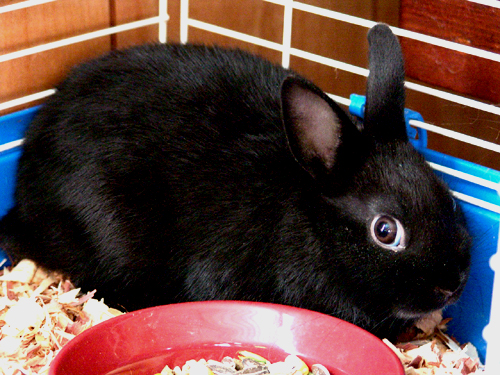
یک ماده بالغ دورف هلندی سیاه

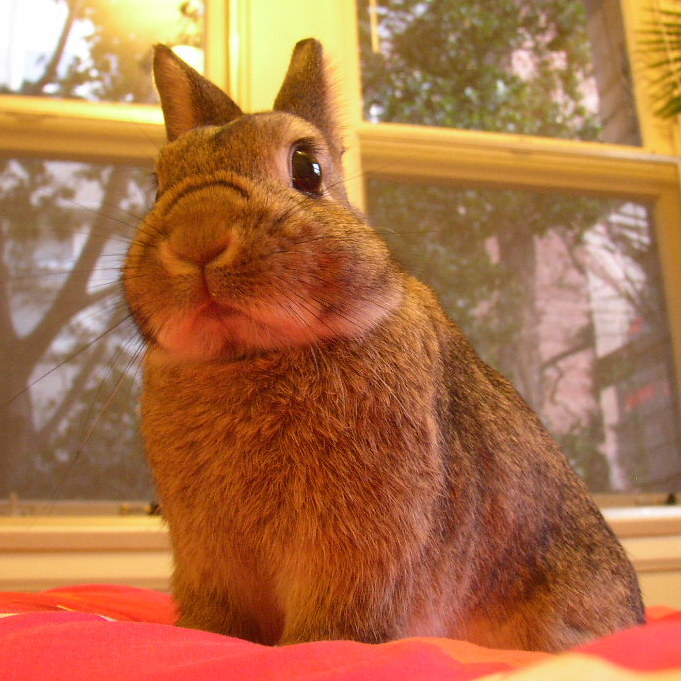
یک دورف هلندی شاه بلوطی (آگوتی) یک ساله

خرگوشک دورف هلندی (به انگلیسی: The Netherland Dwarf) یک نژاد دامی از خرگوش اهلی با منشأ هلندی است که بین ۰٫۵۰ تا ۱٫۱۳ کیلوگرم وزن دارد. دورف هلندی یکی از کوچک‌ترین نژادهای خرگوش دورف است. بخاطر ظاهری که دارد، معمولاً به عنوان حیوان خانگی یا نمایشی انتخاب می‌شود. دورف هلندی توسط انجمن پرورش‌دهندگان خرگوش آمریکا (ARBA) و شورای خرگوش بریتانیا (BRC) به رسمیت شناخته شده است. معمولا دورف هلندی با نژاد لهستانی خرگوش اشتباه گرفته می‌شود. خرگوشک لهستانی گوش‌های بلندتری نسبت به نژاد هلندی دارد.